# الدولة الأموية عوامل الازدهار وتداعيات الانهيار (كتاب)
كتاب الدولة الأموية عوامل الازدهار وتداعيات الانهيار من تأليف علي الصلابي تناول فيه تاريخ الدولة الأموية وذكر الخلفاء والأحداث في عهد كل خليفة وألقى نظرة على الجوانب السياسية والدينية وغيرها في تلك الدولة والأسباب التي أدت إلى انهيارها